# 6711-es mellékút (Magyarország)
A 6711-es számú mellékút egy közel 14 kilométer hosszú, négy számjegyű mellékút Somogy vármegyében. Lengyeltótit köti össze Balatonboglárral, illetve a 7-es főúttal és az M7-es autópályával.

## Nyomvonala
A 6701-es útból ágazik ki, a 38+600-as kilométerszelvényénél lévő körforgalomból, Lengyeltóti központjában. Kelet felé indul, Zrínyi Miklós utca néven, de alig 200 méter után egy elágazáshoz ér: a kelet felé továbbhaladó út innen a 67 115-ös számozást viseli – ez a 6,2 kilométer hosszú út Hács községbe vezet –, a 6711-es pedig északnak folytatódik, Rákóczi Ferenc út néven. 1,2 kilométer után lép ki a belterület házai közül, 2,8 kilométer után pedig eléri Szőlősgyörök határszélét. Onnan egy darabig a határvonalat kíséri, majd 3,1 kilométer után elhalad a két előbbi település és Gyugy hármashatára mellett; ugyanott kiágazik belőle délkelet felé egy alsóbbrendű, számozatlan bekötőút Gyugy Sandipuszta településrészére.
Ettől a ponttól már teljesen szőlősgyöröki területen húzódik; az ötödik kilométerénél éri el a község házait, ahol a Szabadság utca nevet veszi fel, majd az 5+450-es kilométerszelvényénél kiágazik belőle kelet felé a 2,7 kilométer hosszú 67 116-os út, ez vezet Gyugy központjába. 6,8 kilométer után hagyja el Szőlősgyörök házait, 8,1 kilométer után egy rövid szakaszon Ordacsehi külterületein húzódik, de a 8+650-es kilométerszelvénye táján már átlépi Balatonboglár határvonalát.
Alig 150 méterrel ezután Szőlőskislak településrészre érkezik, ott a Boglári út nevet viseli, majd 9,1 kilométer után egy kisebb iránytörésében – ahol a korábbi észak-északkeleti irányát elhagyva teljesen északi irányba tér – kiágazik belőle egy számozatlan, alsóbbrendű út, amely a Római út nevet viselve vezet Balatonlelle felé. Még körülbelül 800 méteren halad Szőlőskislak házai között, de amire eléri a tizedik kilométerét, addigra ismét teljesen külterületen húzódik.
A 11. kilométere után elhalad a Balatonboglári Borgazdasági Zrt. telephelye és a Kentaur üdülőfalu mellett, 11,8 kilométer után pedig felüljáróval keresztezi az M7-es autópálya nyomvonalát, amely itt nagyjából 142,3 kilométer megtétele után jár. Előtte, a 11+700-as kilométerszelvénye táján kiágazik belőle kelet felé a Balatonboglár–Lengyeltóti-csomópont Budapest felé vezető felhajtó ága (70 584) és beletorkollik a Letenye felől érkező forgalom lehajtója (70 583), a túloldalon pedig, a 12. kilométernél szintén keleti irányból a letenyei irányú felhajtó (70 582) és a Budapest felőli lehajtó ág (70 581). Innen már lakott területen húzódik, Szőlősgyörök utca majd Zrínyi Miklós utca néven. A 13. kilométere előtt nyugatnak kanyarodik, és a Szabadság utca nevet veszi fel, majd nem sokkal ezután újra északabbi irányt vesz, és így halad a Balatonboglár városközpontja felé, változatlan néven. A 7-es főútba torkollva ér véget, annak 139+800-as kilométerszelvénye közelében.
Teljes hossza, az országos közutak térképes nyilvántartását szolgáló kira.gov.hu adatbázisa szerint 13,860 kilométer.

## Települések az út mentén
- Lengyeltóti
- Szőlősgyörök
- (Gyugy)
- (Ordacsehi)
- Szőlőskislak
- Balatonboglár

## Története
1934-ben a kereskedelem- és közlekedésügyi miniszter 70 846/1934. számú rendelete a teljes mai hosszában harmadrendű főúttá nyilvánította, a Kaposvár-Balatonboglár közti 651-es főút részeként; abban az időben már rendszeres autóbusz-forgalmat is bonyolított.